# Bíró Sándor (szobrász)
Bíró Sándor (Pécs, 1952–) magyar szobrászművész.
- 1984: Pécsi Tanárképző Főiskola
- 1990: Magyar Képzőművészeti Főiskola, alkalmazott grafika szak
- 1985: FHM, sokszorosító grafika díj
- 2005: a Magyar Alkotóművészek Országos Egyesületének tagja

Mesterei: Bencsik István, szobrászművész; Klimó Károly, festőművész
Munkái: sokszorosított grafikai munkák, festmények, kő- és faplasztikák

## Kiállításai
- 1984 Erzsébetvárosi Galéria
- 1986 Pécsi nevelési Központ
- 2003 Inter Galéria Budapest
- 2004 Karda Galéria
- 2005 Impresszió Galéria
- 2005 Duna galéria;
- 2007 Csili Művelődési Központ
- 2007 Szolnoki Művésztelep
- 2007 Art & Design Galéria